# فوتالانگکوسور
فوتالانگکوسور (به انگلیسی: Futalognkosaurus) گونه‌ای از خانواده دایناسورهای تیتانوسوریا هستند که فسیلهایی از آن‌ها در سال ۲۰۰۲ در در منطقه پاتاگونیا در آرژانتین کشف شده‌است. فسیل‌های به جا مانده از این دایناسورها به اواخر دورهٔ زمین‌شناسی کرتاسه پسین مربوط است. نام آن فوتالانگکوسوروس دوکی برگرفته از کلمه‌ای در زبان سرخ‌پوستی ماپودونگون به معنی رئیس غول‌پیکر مارمولک‌ها می‌باشد.